# Мамытов, Миталип Мамытович
Миталип Мамытович Мамытов (род. 16 декабря 1939, село Кок-Жар, Ноокатский район Ошской области, Киргизская ССР) — советский и кыргызский врач-нейрохирург, доктор медицинских наук (1987), заведующий кафедрой неврологии и нейрохирургии КГМА (с 1988), академик НАН КР. Герой Киргизской Республики (2011).

## Биография
Родился 16 декабря 1939 в селе Кок-Жар Ноокатского района Ошской области Киргизской ССР. Его отец погиб на Великой Отечественной войне, Миталипа воспитывала мать.
Окончил с отличием среднюю школу в 1958 году.
В 1958—1960 годах обучался в Кызыл-Кийском медучилище, в 1960—1966 годах — в Киргизском государственном медицинском институте. Обучение в медучилище и в институте окончил с отличием.
В 1966—1971 годах прошёл клиническую ординатуру и аспирантуру с защитой кандидатской диссертации по теме нейрохирургических проблем опухолей головного мозга при Ленинградском НИИ нейрохирургии имени А. Л. Поленова.
Получил диплом кандидата наук в 1972 году.
С 1971 (по другим данным с 1972) по 1973 год заведовал отделением нейротравматологии Республиканской клинической больницы в городе Фрунзе (ныне Бишкек).
В 1973—1976 годах — ассистент, в 1976—1988 годах — доцент, затем — профессор кафедры неврологии и нейрохирургии Киргизского государственного медицинского института (ныне КГМА), с 1998 года по настоящее время (на 2017 год) заведующий кафедрой нейрохирургии КГМА.
Защитил докторскую диссертацию по теме нейрохирургических проблем опухолей головного мозга в 1987 году в Киеве. Звание доктора наук получил в 1988 году.
С 1997 по 2002 год работал проректором по научной работе КГМА.
С 2002 по 2005 год работал министром здравоохранения Кыргызской Республики.
С 2002 по 2007 год работал ректором Азиатского медицинского института.
Академик Национальной академии наук Кыргызской Республики.
Президент Кыргызской нейрохирургической ассоциации, почетный член ассоциаций нейрохирургов России, Казахстана и Узбекистана, заслуженный деятель науки Кыргызской Республики.

## Научная, педагогическая и практическая деятельность
По состоянию на 2022 год автор более 280 научных работ, в том числе 8 монографий, 8 изобретений, 32 учебно-методических пособий, научный руководитель 2 докторских и более 12 кандидатских диссертаций.
Тематика научных работ: опухоли головного мозга, черепно-мозговые травмы, грыжи межпозвоночных дисков, нейрохирургические аспекты воспалительных заболеваний головного мозга, нейрогенная дистрофия внутренних органов.
Выполнил более 10000 операций на головном и спинном мозге.

## Награды и премии
- Звание «Заслуженный врач Кыргызской Республики» (1989)[1].
- Звание «Боорукер (милосердный)» от регионального комитета ЮНЕСКО (1993)[1].
- Юбилейная медаль «Манас» (1995)[2].
- Медаль «Данк» (1998)[7].
- Звание «Заслуженный деятель науки Кыргызской Республики» (2000)[7].
- Международная премия «Руханият» (2003)[2].
- Орден «Манас» III степени (2003)[1].
- Золотая медаль Всемирной организации интеллектуальной собственности (2008)[2].
- Государственная премия в области науки и техники за соавторство в работе «Оптимизация специализированной помощи при геморрагических инсультах в Кыргызской Республике» (Указ Президента Кыргызской Республики № 158 от 23.06.2011)[8][9].
- Звание «Герой Кыргызской Республики» и орден «Ак Шумкар» (30 августа 2011 года)[10].
- Премия имени И. К. Ахунбаева «Золотой Скальпель» от Общественного фонда «Дарующий жизнь имени И. К. Ахунбаева» (2015)[11].
- Медаль имени «Алыкула Осмонова» (2015)[2].
- Медаль имени «Чынгыза Айтматова» (2016)[2].
- Медаль «За заслуги перед КГМА» (2017)[2].
- Премия имени И. К. Ахунбаева НАН КР (2021)[7].
- Премия Межгосударственного фонда гуманитарного сотрудничества государств-участников СНГ «Звёзды Содружества» за 2021 год[2][12].